# Serrezuela
Serrezuela é um município da província de Córdova, na Argentina.